# دريد سكوت
دريد سكوت (وُلِد نحو عام 1799، وتوفي يوم 17 سبتمبر عام 1858)، هو رجلٌ أمريكي من أصل أفريقي استُعبِدَ، وأقام مع زوجته هارييت روبنسون سكوت، دعوةً قضائية خاسرة عام 1857 -حملت اسم قضية دريد سكوت ضد ساندفورد- لنيل حريتهما وحرية ابنتيهما، واشتهر قرار المحكمة آنذاك تحت مُسمى «قرار دريد سكوت». تمحورت القضية حول دريد وهارييت سكوت وطفلتيهما إليزا وليزي. ادّعت عائلة سكوت أنه ينبغي منحهم حريتهم لأن دريد عاش في ولاية إلينوي ومقاطعة ويسكونسن لمدة أربع سنوات، إذ كانت العبودية في تلك الولاية غير قانونية، ونصّت القوانين أنه على مالكي الرقّ أن يتنازلوا عن حقوقهم للعبيد إذا بقوا لفترة مديدة.
حكمت المحكمة العليا للولايات المتحدة في تلك القضية التاريخية وفق القانون (7-2) ضد سكوت، بأنه لا هو ولا أي شخص آخر من أصل أفريقي يمكنه المطالبة بالجنسية في الولايات المتحدة، وبناء على ذلك لم يستطع سكوت رفع دعوى في المحكمة الفيدرالية بموجب القضاء الخاص بالتنوع العرقي. إضافة لذلك، لم تؤد إقامة سكوت المؤقتة خارج ولاية ميزوري إلى تحريره بموجب تسوية ميزوري، إذ قضت المحكمة بأن التسوية غير دستورية، لأنها «ستحرم مالك سكوت بأسلوب غير مهذب من مليكته القانونية».
على الرغم من كان آمال رئيس المحكمة العليا روجر بروك تاني بتسوية القضايا المتعلقة بالعبودية وتحديد سلطة الكونجرس من خلال هذا القرار، إلا أنه أثار ذلك غضبًا شعبيًا، وعمّق التوترات الإقليمية بين الولايات الشمالية والجنوبية، وسرَّع في نهاية المطاف انفجار الخلافات إلى نشوب الحرب الأهلية الأمريكية. ألغى إعلان تحرير العبيد الذي أصدره الرئيس أبراهام لنكولن في عام 1863، وتعديلات إعادة الإعمار بعد الحرب الأهلية -التعديلات الثالث عشر والرابع عشر والخامس عشر- القرار.
تحررت عائلة سكوت من العبودية بموجب تسوية خاصة في مايو 1857. توفي دريد سكوت بمرض السل بعد عام.

## حياته
ولد دريد سكوت تحت ظل العبودية نحو عام 1799 في مقاطعة ساوثهامبتون (فرجينيا). لم يكن واضحًا ما إذا كان دريد هو اسمه الأول أو اختصار لاسم إيثلريد Etheldred. أخذ بيتر بلو وعائلته دريد مع خمسة آخرين من العبيد إلى ألاباما، حيث تدير الأسرة مزرعة غير ناجحة في موقع بالقرب من هنتسفيل (ألاباما). هذا الموقع مشغول الآن من قبل جامعة أوكوود.
تخلّت عائلة بلو عن العمل بالزراعة عام 1830 وانتقلت إلى مدينة سانت لويس (ميزوري)، حيث أدارت فندقًا عائليًا. بِيعَ دريد سكوت للدكتور جون إيمرسون، الجراح الذي يخدم في القوات البرية للولايات المتحدة. عندما خطط الطبيب للانتقال إلى مدينة روك آيلاند (إلينوي). حاول سكوت الهرب. كان قرار هروبه مدفوعًا بمشاعر كراهية تولّدت تجاه إيمرسون. كان سكوت سينجح بتنفيذ خطة فراره مؤقتًا لأنه -مثل الكثير من العبيد الفارين خلال تلك الفترة الزمنية- لم يحاول البقاء بعيدًا عن الطبيب، ولكنه بدأ بمراوغة رفاقه العبيد لأطول فترة ممكنة. قُبِِضَ عليه في آخر المطاف في مستنقعات لوكاس في ميسوري وأُعيد إلى مالكه. توفي بلو عام 1832، وتجادل المؤرخون حول ما إذا كان سكوت قد تم بيعه إلى إيمرسون قبل أو بعد وفاة بلو. يعتقد البعض أنه تم بيع سكوت عام 1831، بينما يشير آخرون إلى عدد من المستعبدين في ملكية بلو الذين بِيعوا إلى إيمرسون بعد وفاة بلو. بما في ذلك شخص باسم سام، والذي قد يكون سكوت.
كان إيمرسون ضابطًا في الجيش يتنقل كثيرًا، ويأخذ سكوت معه إلى كل موقع عسكري جديد. وفي عام 1836، ذهب إيمرسون وسكوت إلى قلعة آرمسترونغ، في ولاية إلينوي الحرة. أخذ إيمرسون سكوت إلى حصن سنيلنغ عام 1837، التي تُعرَف الآن بولاية مينيسوتا، وكان حينها في إقليم ويسكونسن الحر. التقى دريد سكوت زوجته هارييت روبنسون -التي كان يملكها لورانس تاليافيرو- وتزوجها. وأُضفِي الطابع الرسمي على الزواج في حفل مدني ترأسه تاليافيرو، الذي كان قاضي الصلح. وبما أن زواج العبيد لم يكن له أي عقوبة قانونية، أشار داعمو سكوت لاحقًا إلى أن تلك المراسم دليلٌ على أن سكوت كان يعامل بمثابة رجل حر. لكن تاليافيرو نقل ملكية هارييت إلى إيمرسون، الذي عامل عائلة سكوت عبيدًا له.
نُقِلَ الدكتور إيمرسون إلى حصن جيسوب في لويزيانا عام 1837، تاركًا عائلة سكوت في حصن سنيلنغ وقام بتأجيرهم (وتسمى أيضًا عرض خدماتهم بمقابل) لضباط آخرين. التقى إيمرسون وإليزا إيرين سانفورد في لويزيانا وتزوجها في فبراير 1838، وبعد ذلك طلب من سكوت للانضمام إليه، ليتم نقله إلى حصن سنيلنغ لاحقًا من ذلك العام. أنجبت هارييت سكوت طفلها الأول -الذي أطلقوا عليه اسم إليزا- أثناء وجودها على متن باخرة متجهة شمالًا على نهر المسيسيبي شمال ميسوري. أنجبا لاحقًا ابنة أسموها ليزي، وولدان لكن لم ينج أي منهما من سن الرضاعة.
عادت عائلتا إميرسون وسكوت إلى ميزوري (ولاية عبودية) عام 1840، وبعد عامين غادر إيمرسون الجيش. وبعد وفاته في إقليم آيوا عام 1843، ورثت أرملته إيرين ممتلكاته، ومن ضمنها عائلة سكوت. استمرت في تأجير عائلة سكوت عبيدًا مستأجرين لمدة ثلاث سنوات بعد وفاة إيمرسون. حاول سكوت شراء حريته وأسرته عام 1846، إذ عرض 300 دولار، نحو 8000 دولار حاليًا، لكن إيرين إيمرسون رفضت عرضه. رفع سكوت وزوجته دعاوى منفصلة تتعلق بالحرية لمحاولة الحصول على حريتهم وحرية بناتهم. جُمعت القضايا لاحقًا من قبل المحاكم.

## قضية دريد سكوت ضد ساندفورد

### مُلخَّص
استُمِعَ إلى قضايا عائلة سكوت لأول مرة من قبل محكمة دائرة ميزوري. دعمت المحكمة الأولى السابقة القضائية من مبدأ «من يتمتع بالحرية مرة واحدة، ينالها مدى الدهر»، وذلك لأن مالك عائلة سكوت احتجزهم عن طيبة خاطر لفترة طويلة في إقليمٍ حر، نصّت قوانينه على تحرير العبيد في ظل تلك الظروف. لذلك، قضت المحكمة بأنه يجب أن ينالوا حريتهم، لكن المالك استأنف الحكم. نقضت المحكمة العليا في ميزوري هذا القرار عام 1852، من مبدأ أن الولاية غير مُلزَمة بقوانين الولايات الحرة، لا سيما بالنظر إلى اتّقاد نار المناهضة للعبودية حينئذ، وأنه كان ينبغي على سكوت التقدم بطلب للحصول على الحرية في إقليم ويسكونسن.
انتهى الأمر بسكوت برفع دعوى لنيل حريته في محكمة فيدرالية، واستأنف القضية أمام المحكمة العليا الأمريكية. قضت المحكمة العليا الأمريكية بأن المنحدرين من أصل أفريقي ليسوا مواطنين أمريكيين وليس لديهم صفة لطلب نيل الحرية، وقضت أيضًا بأن تسوية ميزوري غير دستورية. كانت هذه الدعوة هي الأخيرة من سلسلة دعاوى الحرية بين عامي 1846-1857، والتي بدأت في محاكم ميزوري، وسمعت لها محاكم المقاطعات الفيدرالية الأدنى. ألغت المحكمة العليا الأمريكية السوابق القضائية فيما مضى، ووضعت قيودًا جديدة على الأمريكيين الأفارقة.

### تفاصيل القضية
رفع سكوت دعوى حرية في محكمة دائرة سانت لويس، بعد أن فشل في شراء حريته عام 1846. وكانت سابقة ميزوري، التي يعود تاريخها إلى عام 1824، قد ذكرت أن العبيد الذين يُحرَّرون تحت بند الإقامة الطويلة في ولاية أو إقليم حر، حيث ينص القانون على حصول العبيد على الحرية في ظل تلك الظروف، يصبحون أحرارًا إذا أُعيدوا إلى ميزوري. عرف المبدأ باسم «من يتمتع بالحرية مرة واحدة، ينالها مدى الدهر». وكان سكوت وزوجته قد أقاما لمدة عامين في ولايات حرة وأقاليم حرة، وكانت ابنته الكبرى قد ولدت على نهر المسيسيبي، بين ولاية حرة وإقليم حر.
أُدِرَج دريد سكوت بصفته مدعٍ مفرد في القضية، ولكن زوجته هارييت، قدمت دعوة أخرى بشكل منفصل وجمع القضيتين سويةً. أدّت زوجته دورًا مهمًّا، ما دفعه إلى السعي إلى الحرية نيابةً عن عائلتهما. كانت تواظب على الذهاب إلى الكنيسة، وساهم قس كنيستها (وهو من المؤيدين لمبدأ إبطال الاسترقاق) كصلة وصل بين سكوت ومحاميهم الأول. كان أطفال سكوت في سن العاشرة تقريبا عندما رُفِعَت القضية في الأصل. كان الأبوان سكوت قلقين من بيع بناتهما.